# 333

333(삼백삼십삼)은 332보다 크고 334보다 작은 자연수다.

## 수학
- 합성수로, 그 약수는 1, 3, 9, 37, 111, 333이다. 진약수의 합은 161이므로, 333은 부족수다.
- 9번째 십일각수다. 앞의 십일각수는 260, 다음은 415다.
- 회문수다.
- {\displaystyle 333\approx {\frac {1}{3}}\times 10^{3}}
- {\displaystyle 333=3^{2}+18^{2}}
  - 서로 다른 두 자연수의 제곱합으로 나타낼 수 있는 수다.
- {\displaystyle 73^{2}-1}은 333으로 나누어떨어진다.

## 과학
- NGC 333(영어판): 고래자리 방향에 있는 렌즈형 은하.
- 333 버디니어(영어판): 소행성.

## 교통

### 철도
- 수도권 전철 3호선 약수역의 역번호.
- 대구 도시철도 3호선 대봉교역의 역번호.

### 도로
- 국도
  - 일본 333번 국도(일본어판): 홋카이도 아사히카와시에서 기타미시까지 이어지는 일본의 국도.
- 기타 도로
  - 333번 지방도: 충청북도 음성군 금왕읍에서 경기도 양평군 강하면까지 이어지는 대한민국의 지방도.
  - 현도 제333호선

## 군사
- U-333(영어판, 독일어판): 제2차 세계 대전에 사용된 나치 독일의 군용 잠수함.

## 문화유산
- 대한민국의 국보 제333호: 합천 해인사 건칠희랑대사좌상
- 대한민국의 보물 제333호: 금동보살입상
- 대한민국의 사적 제333호: 공주 학봉리 요지

## 기타
- 연도: 333년, 기원전 333년